# Abbazia di Sant'Evodio
L'abbazia di Sant'Evodio (in francese: abbatiale Saint-Yved de Braine) è una chiesa cattolica di Braine, nel dipartimento dell'Aisne, dedicata a sant'Evodio di Rouen.

## Sepolture
- Roberto I di Dreux
- Roberto II di Dreux
- Roberto III di Dreux
- Pietro I di Bretagna
- Ugo II di Pierrepont
- Françoise di Brézé